# جيري تورنر
جيري تورنر (بالإنجليزية: Gerry Turner)‏ (1921 - 1982)؛ كاتب مُتخصّص في أدب الأطفال وروائي أمريكي.